# 强制、资本和欧洲国家
《强制、资本和欧洲国家》是美国学者查尔斯·蒂利创作的一本关于国家形成的书，1990年首次出版，1992年出版修订版。